# U-291
U-291 – niemiecki okręt podwodny (U-Boot) typu VII C z okresu II wojny światowej. Okręt wszedł do służby w 1943 roku.

## Historia
Wykorzystywany jako jednostka szkolna, treningowa i doświadczalna – kolejno w 21., 23., 21. i 31. Flotylli U-Bootów, w związku z tym nie odbył ani jednego patrolu bojowego i nie zatopił żadnej jednostki przeciwnika.
29 listopada 1943 roku podczas podchodzenia do mola w Gdańsku doszło do kolizji z holownikiem „Phönix”, który w jej wyniku zatonął.
Poddany 5 maja 1945 roku w Cuxhaven (Niemcy). Przebazowany 24 czerwca 1945 roku z Wilhelmshaven do Loch Ryan (Szkocja). Zatopiony 20 grudnia 1945 roku podczas operacji Deadlight. Po zerwaniu się holu łączącego go z niszczycielem eskortowym ORP „Krakowiak” zniszczony ogniem artyleryjskim niszczyciela HMS „Onslaught”.